# Hadromys humei
Hadromys humei és una espècie de mamífer rosegador de la família dels múrids. És endèmic del nord-est de l'Índia, on viu a altituds d'entre 900 i 1.300 msnm. Es tracta d'un animal nocturn i excavador. El seu hàbitat natural són els boscos tropicals. Està amenaçat per la destrucció i fragmentació del seu medi a conseqüència de la caça i els incendis. L'espècie fou anomenada en honor de l'ornitòleg britànic Allan Octavian Hume.